# ادی شیر
اَدَی شیر (به سریانی:ܐܕܝ ܫܝܪ) (۳ مارس ۱۸۶۷–۲۱ ژوئن ۱۹۱۵) پیشوای دینی آشوریان شمال میانرودان در روستای شقلاوه در شهرستان اربیل از اقلیم کردستان عراق در خانواده ای آشوری و پیرو کلیسای کاتولیک کلدانی دیده به جهان گشود.
پدرش یعقوب _که خود کشیش روستا بود_ در کودکی به وی در آموزش زبان آشوری و دین مسیحی به کودکان دیگر یاری می‌کرد. با از دست دادن مادر در نوجوانی، شیوه زندگی پارسایی را برگزید و در ۱۸۸۰ به دیر کشیشان دومینیکی در موصل پیوست و در آنجا زبانهای سریانی، کلدانی، عربی، فرانسوی، ترکی، لاتین را به همراه یزدان‌شناسی و خردشناسی آموخت. ۹ سال پس از آن به زادگاه خود بازگشته و دوباره به آموزگاری در کلیسا پرداخت.
هنگامی که در کرکوک به جایگاه دستیاری پیشوای دینی رسید، زمان خود را به آموزش زبان‌های عبری، یونانی، فارسی، کردی، آلمانی و انگلیسی پرداخت.
۱۳ نوامبر ۱۹۰۲ به پیشوایی دینی در سیرت (سعرد) در ترکیه امروزی رسید؛ جایگاهی که دو سال بی سرپرست برجای مانده بود.
در ۱۹۰۸ رهسپار استانبول شد و در آنجا با سلطان عبدالحمید دوم پادشاه عثمانی دیدار کرد. سپس راهی روم شد و دیداری با پاپ پیوس دهم داشت. از آنجا به پاریس رفته و در برخوردی که با برخی از خاورشناسان فرانسوی داشت توانست دست به چاپ پاره ای از نوشته‌های خود بزند.
پس از شکست عثمانی در قفقاز به سال ۱۹۱۵، از ترس خیزش مسیحیان، فرمانی برای کشتار فراگیر یونانیان، ارمنیان و آشوریان داده شد. وی در آغاز توانست با ۵۰۰ پوند طلا باج به فرماندار سیرت پیروانش را در پناه بگیرد و شماری از آنان توانستند بگریزند. خود وی نیز زمانی را نزد یکی از بزرگان کرد پنهان شد. با گریز با دستیاری بدر خان از پیروان عثمان که رهبر دو تیره کرد بود، بسیاری از مسیحیان کشتار شدند.
سرانجام به دست گروهی از مزدوران عثمانی، شناسایی، دستگیر، شکنجه و سر از تنش جدا شد. در هنگام مرگ او تنها ۴۸ سال داشت و بیش از ۲۵ سال کشیش و افزون بر ۱۲ سال پیشوای بزرگ همه آشوریان شمال میانرودان بود.

## کتاب‌ها
شناخته شده‌ترین نوشتار وی در میان ایرانیان که پس از نزدیک به ۱۰۰ سال از انتشار آن بدست دکتر حمید طبیبیان (مترجم سرشناس واژه‌نامه عربی فارسی) ترجمه شد، کتاب الألفاظ الفارسیة المعربة است. وی در این کتاب بسیاری از واژگان عربی با ریشه فارسی را شناسایی کرده، پیش چشم خوانندگان می‌گذارد.
از دیگر کتابهای وی تاریخ کلده و آشور و کتاب آشور شهدای شرق است.